# Franck Apprederis
Franck Apprederis (* 26. April 1940 in Saint-Georges-des-Coteaux) ist ein französischer Drehbuchautor und Filmregisseur.

## Leben
Apprederis begann seine Filmkarriere als Regieassistent des Luxemburger Filmregisseurs Philippe Schneider (1908–1980). Seinen ersten Fernsehfilm, an dessen Drehbuch er ebenfalls beteiligt war, drehte er 1976 mit Kakemono hôtel. Seitdem hat er, neben einigen Kinofilmen, vor allem in Filmen und Serien für das französische Fernsehen Regie geführt. Für die meisten seiner Filme schreibt er selbst das Drehbuch bzw. ist an dessen Entwicklung wesentlich beteiligt. Sein erster Kinofilm war Le coeur à l’envers (1980) mit Annie Girardot und Charles Denner in den Hauptrollen.

## Filmografie (Auswahl)
- 1978: Kakemono hôtel, Drehbuch und Regie
- 1978: Le vent sur la maison, Fernsehfilm; Regie
- 1980: Le cœur à l’envers, Drehbuch und Regie
- 1981: Gaston Larouge
- 1989: Bitter und süß (Doux amer), Regie
- 1997: L’enfant d’Israel, Drehbuch und Regie
- 2004: Maigret et la demoiselle de compagnie, Regie
- 2007: Wir sind so verhasst (Nous nous sommes tant haïs), Drehbuch und Regie
- 2011: Die Zeit der Stille (Le temps du silence), Drehbuch zusammen mit Jorge Semprún, Regie